# 멜리피야현
멜리피야현(스페인어: Provincia de Melipilla)은 칠레 산티아고 수도주를 구성하는 6개의 현 가운데 하나로 현도는 멜리피야이며 면적은 4,065.7km2, 인구는 141,165명(2002년 기준)이다.